# Radio Zero
Zero fue una estación radial chilena ubicada en el 97.7 MHz del dial FM en Santiago de Chile que formaba parte de Grupo Dial, la división de radioemisoras de Copesa. También se transmitió para todo el país en el canal 666 (con D-Box) de la cableoperadora VTR y vía internet en regiones del país y en todo el mundo.
Sus primeros estudios se ubicaron en Europa 2020, Providencia. Posteriormente se trasladaría a Eliodoro Yáñez 1804, luego a Av. Santa María 2670, 2º piso, también ambos en Providencia. Desde marzo de 2019 hasta su término a finales de enero de 2020, sus estudios se encontraban en Av. Apoquindo 4660, piso 10, Las Condes.
Radio Zero transmitió programas en vivo hasta el viernes 31 de enero de 2020, de la misma forma como comenzaron, emitiendo Like a Rolling Stone de The Rolling Stones durante 24 horas. Sin embargo continuó con música de transición hasta el 31 de marzo de ese año, por venta de la frecuencia de la radio, que fue reemplazada por Radio Beethoven. La última canción antes de dar inicio a Radio Beethoven fue She Bangs The Drums de The Stone Roses.

## Historia

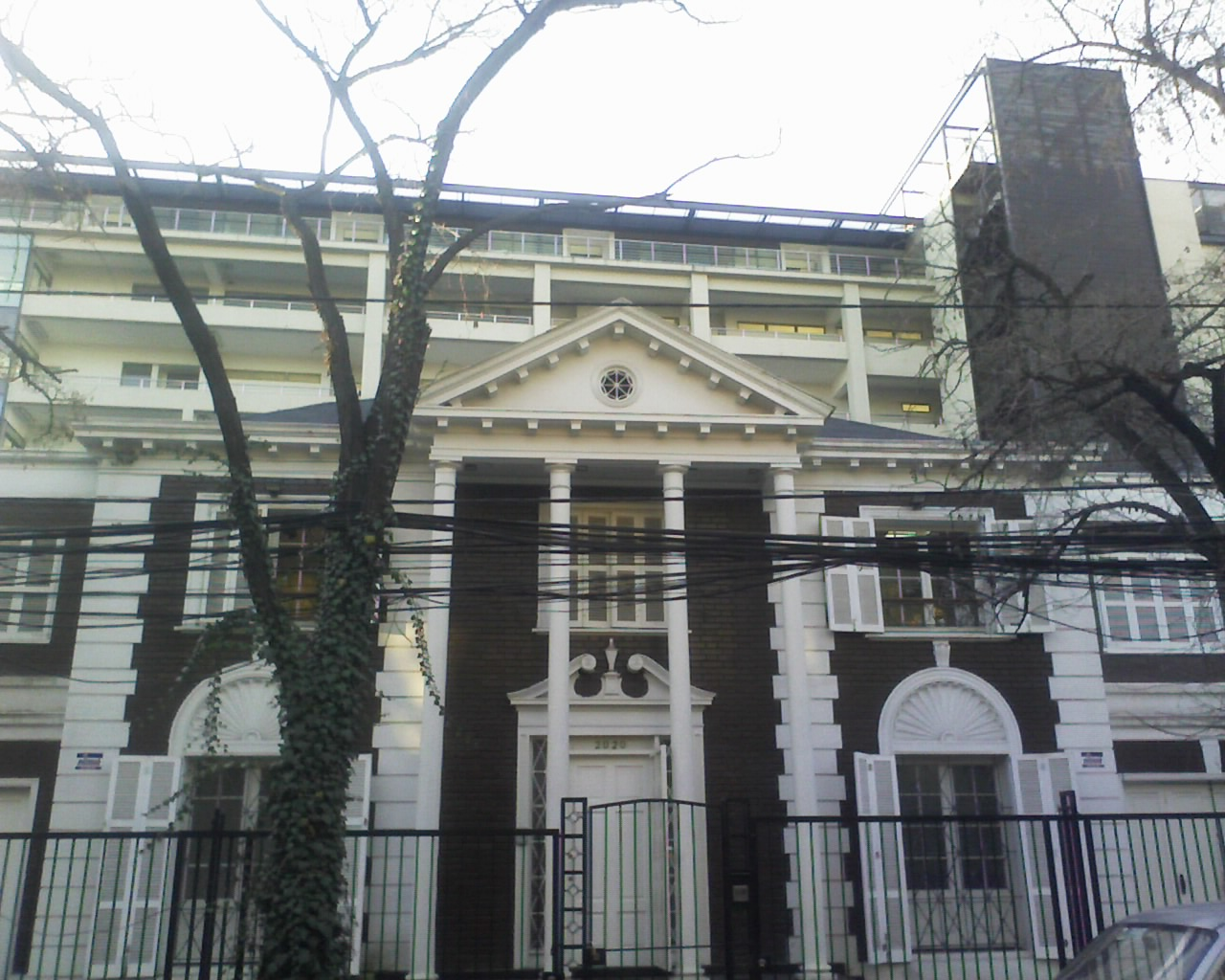
Primeros estudios de Radio Zero, ubicados en Av. Europa 2020, Providencia.

Radio Zero partió el 16 de octubre de 1995 como una competencia para Horizonte, radio que por esos años gozaba de un liderazgo absoluto en el segmento adulto joven. Previa a su aparición, en ese dial operaba la extinta Radio Viva FM de Javier Miranda Munizaga y Enrique González Vergara. 
Su primer director ejecutivo fue Jorge Mackenna Vergara. Su primer director artístico y programador musical fue Oscar Robayo Ortega, proveniente de Radio Viva, luego de su partida asumió la dirección artística el periodista Freddy Stock Donoso. El concepto de sonido estaba a cargo de Jorge Méndez de la Fuente, que venía de trabajar en Radio Concierto. Ellos fueron cerebros e impulsores de esta emisora. Como locutores originales, cabe mencionar a Fernando Paulsen (Pauta Diaria), Rafael Araneda (Un Zero en Conducta), Caroline Wylie "La Caco" (Antena Abierta), Paula Hinojosa (Cuerdas Locales) y Enrique "Cote" Evans (Gente de Mundo, originalmente en Radio Viva FM). Zero se perfiló como una emisora de música netamente electrónica y alternativa.
En enero de 2007, debido al nacimiento de Cariño FM (otra de las emisoras del Grupo Dial), Radio Zero abandonó el 90.3 MHz de Arica, el 91.3 MHz de Iquique y el 107.3 MHz (hoy 104.1 MHz) de La Serena/Coquimbo. Radio Zero quedaría en Santiago, el Gran Valparaíso y el Gran Concepción.
Posteriormente, el 1 de febrero de 2010, Radio Zero salió completamente del aire en regiones: abandona el 102.1 MHz del Gran Valparaíso, siendo reemplazada por Radio Disney. En esta misma fecha, la emisora abandona el 91.7 MHz del Gran Concepción, siendo reemplazada por Radio Carolina (en ese entonces perteneciente al Grupo Dial), por lo cual Radio Zero quedó transmitiendo sólo en Santiago.
El 10 de enero de 2020 la Pontificia Universidad Católica de Chile anunció que adquirió los derechos sobre la marca Radio Beethoven y adquirió el dial de Radio Zero, con lo cual esta emisora finalizó sus programas en vivo el 31 de enero y sus canciones el 31 de marzo. Radio Beethoven retornó al dial a través de la frecuencia 97.7 FM a partir del 1 de abril de 2020.

## Directores
Desde su fundación en 1995 hasta 1998, fue dirigida por el periodista Freddy Stock; desde 1995 hasta 1996, fue dirigida artísticamente por Oscar Robayo, posteriormente  hasta noviembre de 2007, por Jorge Méndez de la Fuente, entre 2007 y 2008 su director fue Javier Sanfeliú, durante algún tiempo fue dirigida por el periodista Gonzalo Pavón, quien fue sucedido por Sergio Fortuño. En los últimos años y hasta su cierre fue dirigida por la periodista Bárbara Pezoa.

## Tecnología
Zero fue una de las primeras emisoras en Chile en incluir Podcasting y RDS en sus transmisiones durante 2005. Mediante el sitio web de la radio, se puede acceder a la suscripción de pódcast de algunos de sus programas. El RDS por su parte, cumple la función de indicar el nombre de la canción y su intérprete en el visor de los receptores digitales que cumplan con esta característica.
En su Twitter oficial se anunciaban como "La primera radio carbono neutral de América Latina".

## Frecuencias anteriores
- 90.3 MHz (Arica); hoy Radio Carolina, sin relación con Grupo Dial.
- 91.3 MHz (Iquique); hoy Radio Carolina, sin relación con Grupo Dial.
- 107.3 MHz (La Serena/Coquimbo); disponible sólo para radios comunitarias.
- 102.1 MHz (Gran Valparaíso); hoy Radio Beethoven, sin relación con Grupo Dial.
- 97.7 MHz (Santiago); hoy Radio Beethoven, sin relación con Grupo Dial.
- 91.7 MHz (Gran Concepción); hoy Radio Carolina, sin relación con Grupo Dial.